# Скайоші
Скайоші (рум. Scaioși) — село у повіті Вилча в Румунії. Входить до складу комуни Орлешть.
Село розташоване на відстані 150 км на захід від Бухареста, 35 км на південь від Римніку-Вилчі, 63 км на північний схід від Крайови, 142 км на південний захід від Брашова.

## Населення
За даними перепису населення 2002 року у селі проживали 302 особи, усі — румуни. Усі жителі села рідною мовою назвали румунську.